# Danh sách cầu thủ bóng đá nữ tham dự Thế vận hội Mùa hè 2004
Dưới dây là danh sách các cầu thủ dự môn bóng đá nữ Thế vận hội Mùa hè 2004 ở Athens. Mỗi quốc gia sẽ cử 18 cầu thủ và không có sự giới hạn độ tuổi như ở bóng đá nam.

## Bảng A

### Nhật Bản
Huấn luyện viên trưởng: Ueda Eiji

| Số | VT | Cầu thủ            | Ngày sinh (tuổi)            | Trận | Bàn | Câu lạc bộ năm 2004       |
| -- | -- | ------------------ | --------------------------- | ---- | --- | ------------------------- |
| 1  | TM | Yamago Nozomi      | 16 tháng 1, 1975 (29 tuổi)  | 58   | 0   | Saitama Reinas            |
| 2  | HV | Yano Kyoko         | 3 tháng 6, 1984 (20 tuổi)   | 7    | 1   | Đại học Kanagawa          |
| 3  | HV | Isozaki Hiromi (c) | 22 tháng 12, 1975 (28 tuổi) | 52   | 4   | Tasaki Perule             |
| 4  | HV | Obe Yumi           | 15 tháng 2, 1975 (29 tuổi)  | 78   | 7   | YKK AP Tohoku Flappers    |
| 5  | HV | Kawakami Naoko     | 16 tháng 11, 1977 (26 tuổi) | 31   | 0   | Tasaki Perule             |
| 6  | TV | Sakai Tomoe        | 27 tháng 5, 1978 (26 tuổi)  | 54   | 2   | NTV Beleza                |
| 7  | TV | Yamamoto Emi       | 9 tháng 3, 1982 (22 tuổi)   | 11   | 0   | Tasaki Perule             |
| 8  | TV | Miyamoto Tomomi    | 31 tháng 12, 1978 (25 tuổi) | 48   | 9   | Kunoichi                  |
| 9  | TĐ | Arakawa Eriko      | 30 tháng 10, 1979 (24 tuổi) | 12   | 5   | NTV Beleza                |
| 10 | TĐ | Sawa Homare        | 6 tháng 9, 1978 (25 tuổi)   | 79   | 48  | NTV Beleza                |
| 11 | TĐ | Otani Mio          | 5 tháng 5, 1979 (25 tuổi)   | 37   | 23  | Tasaki Perule             |
| 12 | HV | Yamagishi Yasuyo   | 28 tháng 11, 1979 (24 tuổi) | 45   | 6   | Kunoichi                  |
| 13 | HV | Shimokozuru Aya    | 7 tháng 6, 1982 (22 tuổi)   | 0    | 0   | Speranza                  |
| 14 | TĐ | Maruyama Karina    | 26 tháng 3, 1983 (21 tuổi)  | 16   | 6   | Đại học Thể thao Nhật Bản |
| 15 | TV | Miyuki             | 11 tháng 4, 1981 (23 tuổi)  | 25   | 3   | Tasaki Perule             |
| 16 | TV | Yayoi Kobayashi    | 18 tháng 9, 1981 (22 tuổi)  | 43   | 11  | NTV Beleza                |
| 17 | TV | Ando Kozue         | 9 tháng 7, 1982 (22 tuổi)   | 0    | 0   | Saitama Reinas            |
| 18 | TM | Onodera Shiho      | 18 tháng 11, 1973 (30 tuổi) | 43   | 11  | NTV Beleza                |

### Nigeria
Huấn luyện viên trưởng: Mabo Ismaila

| Số | VT | Cầu thủ            | Ngày sinh (tuổi)            | Trận | Bàn | Câu lạc bộ năm 2004    |
| -- | -- | ------------------ | --------------------------- | ---- | --- | ---------------------- |
| 1  | TM | Precious Dede      | 18 tháng 1, 1980 (24 tuổi)  | 12   | 0   | Delta Queens           |
| 2  | TV | Efioanwan Ekpo     | 25 tháng 1, 1984 (20 tuổi)  | 20   | 3   | Pelican Stars          |
| 3  | HV | Felicia Eze        | 27 tháng 9, 1974 (29 tuổi)  | 0    | 0   | Delta Queens           |
| 4  | TĐ | Perpetua Nkwocha   | 3 tháng 1, 1976 (28 tuổi)   | 30   | 10  | Pelican Stars          |
| 5  | TV | Ajuma Ameh         | 1 tháng 12, 1984 (19 tuổi)  | 0    | 0   | Pelican Stars          |
| 6  | HV | Faith Ikidi        | 28 tháng 2, 1987 (17 tuổi)  | 2    | 0   | Bayelsa Queens         |
| 7  | TĐ | Stella Mbachu      | 16 tháng 4, 1978 (26 tuổi)  | 55   | 25  | Thiên Tân Thái Đạt     |
| 8  | TV | Rita Nwadike       | 3 tháng 11, 1974 (29 tuổi)  | 0    | 0   | Rivers Angels          |
| 9  | TĐ | Blessing Igbojionu | 26 tháng 9, 1982 (21 tuổi)  | 0    | 0   | Pelican Stars          |
| 10 | TĐ | Mercy Akide        | 26 tháng 8, 1975 (28 tuổi)  | 78   | 0   | Hampton Roads Piranhas |
| 11 | TĐ | Vera Okolo         | 5 tháng 1, 1985 (19 tuổi)   | 4    | 14  | Delta Queens           |
| 12 | HV | Celestina Onyeka   | 15 tháng 7, 1984 (20 tuổi)  | 0    | 0   | Pelican Stars          |
| 13 | HV | Yinka Kudaisi      | 25 tháng 8, 1975 (28 tuổi)  | 0    | 0   | Pelican Stars          |
| 14 | HV | Akudo Sabi         | 17 tháng 11, 1986 (17 tuổi) | 14   | 6   | Bayelsa Queens         |
| 15 | TV | Maureen Mmadu      | 7 tháng 5, 1975 (29 tuổi)   | 68   | 0   | Amazon Grimstad        |
| 16 | TĐ | Nkechi Egbe        | 5 tháng 2, 1978 (26 tuổi)   | 35   | 15  | Delta Queens           |
| 17 | HV | Chima Nwosu        | 12 tháng 5, 1986 (18 tuổi)  | 0    | 0   | Inneh Queens           |
| 18 | TM | Ogechi Onyinanya   | 26 tháng 5, 1985 (19 tuổi)  | 0    | 0   | Pelican Stars          |

### Thụy Điển
Huấn luyện viên trưởng: Marika Domanski-Lyfors

| Số | VT | Cầu thủ             | Ngày sinh (tuổi)            | Trận | Bàn | Câu lạc bộ năm 2004    |
| -- | -- | ------------------- | --------------------------- | ---- | --- | ---------------------- |
| 1  | TM | Caroline Jönsson    | 22 tháng 11, 1977 (26 tuổi) | 0    | 0   | Malmö FF Dam           |
| 2  | HV | Karolina Westberg   | 16 tháng 5, 1978 (26 tuổi)  | 81   | 0   | Malmö FF Dam           |
| 3  | HV | Jane Törnqvist      | 9 tháng 5, 1975 (29 tuổi)   | 82   | 10  | Djurgårdens IF Dam     |
| 4  | HV | Hanna Marklund      | 26 tháng 11, 1977 (26 tuổi) | 61   | 3   | Umeå IK                |
| 5  | HV | Kristin Bengtsson   | 12 tháng 1, 1970 (34 tuổi)  | 124  | 14  | Djurgårdens IF Dam     |
| 6  | TV | Malin Moström       | 1 tháng 8, 1975 (29 tuổi)   | 67   | 11  | Umeå IK                |
| 7  | HV | Sara Larsson        | 13 tháng 5, 1979 (25 tuổi)  | 35   | 2   | Malmö FF Dam           |
| 8  | HV | Frida Östberg       | 10 tháng 12, 1977 (26 tuổi) | 7    | 1   | Umeå IK                |
| 9  | TV | Malin Andersson (c) | 4 tháng 5, 1973 (31 tuổi)   | 126  | 36  | Malmö FF Dam           |
| 10 | TĐ | Hanna Ljungberg     | 8 tháng 1, 1979 (25 tuổi)   | 89   | 48  | Umeå IK                |
| 11 | TĐ | Victoria Svensson   | 18 tháng 5, 1977 (27 tuổi)  | 84   | 32  | Djurgårdens IF Dam     |
| 12 | TĐ | Josefine Öqvist     | 23 tháng 7, 1983 (21 tuổi)  | 4    | 1   | Bälinge IF             |
| 13 | TV | Lotta Schelin       | 27 tháng 2, 1984 (20 tuổi)  | 0    | 0   | Kopparberg/Göteborg FC |
| 14 | TV | Linda Fagerström    | 17 tháng 3, 1977 (27 tuổi)  | 71   | 7   | Djurgårdens IF Dam     |
| 15 | TV | Therese Sjögran     | 8 tháng 4, 1977 (27 tuổi)   | 0    | 0   | Malmö FF Dam           |
| 16 | TĐ | Salina Olsson       | 29 tháng 8, 1978 (25 tuổi)  | 35   | 7   | Hammarby IF DFF        |
| 17 | TV | Anna Sjöström       | 23 tháng 4, 1977 (27 tuổi)  | 20   | 2   | Umeå IK                |
| 18 | TM | Hedvig Lindahl      | 29 tháng 10, 1983 (20 tuổi) | 3    | 0   | Linköping FC           |

## Bảng B

### Đức
Huấn luyện viên trưởng: Tina Theune

| Số | VT | Cầu thủ            | Ngày sinh (tuổi)            | Trận | Bàn | Câu lạc bộ năm 2004    |
| -- | -- | ------------------ | --------------------------- | ---- | --- | ---------------------- |
| 1  | TM | Silke Rottenberg   | 25 tháng 1, 1972 (32 tuổi)  | 90   | 0   | FCR Duisburg           |
| 2  | HV | Kerstin Stegemann  | 29 tháng 9, 1977 (26 tuổi)  | 113  | 3   | FFC Heike Rheine       |
| 3  | TV | Kerstin Garefrekes | 4 tháng 9, 1979 (24 tuổi)   | 31   | 10  | 1. FFC Frankfurt       |
| 4  | HV | Steffi Jones       | 22 tháng 12, 1972 (31 tuổi) | 78   | 5   | 1. FFC Frankfurt       |
| 5  | HV | Sarah Günther      | 25 tháng 1, 1983 (21 tuổi)  | 7    | 0   | Hamburger SV           |
| 6  | TV | Viola Odebrecht    | 11 tháng 2, 1983 (21 tuổi)  | 15   | 1   | 1. FFC Turbine Potsdam |
| 7  | TV | Pia Wunderlich     | 26 tháng 1, 1975 (29 tuổi)  | 88   | 19  | 1. FFC Frankfurt       |
| 8  | TĐ | Petra Wimbersky    | 9 tháng 11, 1982 (21 tuổi)  | 25   | 3   | 1. FFC Turbine Potsdam |
| 9  | TĐ | Birgit Prinz (c)   | 25 tháng 10, 1977 (26 tuổi) | 116  | 72  | 1. FFC Frankfurt       |
| 10 | TV | Renate Lingor      | 11 tháng 10, 1975 (28 tuổi) | 78   | 15  | 1. FFC Frankfurt       |
| 11 | TĐ | Martina Müller     | 18 tháng 4, 1980 (24 tuổi)  | 37   | 20  | SC 07 Bad Neuenahr     |
| 12 | TV | Navina Omilade     | 3 tháng 11, 1981 (22 tuổi)  | 27   | 0   | 1. FFC Turbine Potsdam |
| 13 | HV | Sandra Minnert     | 7 tháng 4, 1973 (31 tuổi)   | 109  | 13  | SC 07 Bad Neuenahr     |
| 14 | TĐ | Isabell Bachor     | 10 tháng 7, 1983 (21 tuổi)  | 7    | 1   | SC 07 Bad Neuenahr     |
| 15 | HV | Sonja Fuss         | 5 tháng 11, 1978 (25 tuổi)  | 25   | 1   | FSV Frankfurt          |
| 16 | TĐ | Conny Pohlers      | 16 tháng 11, 1978 (25 tuổi) | 17   | 12  | 1. FFC Turbine Potsdam |
| 17 | HV | Ariane Hingst      | 25 tháng 7, 1979 (25 tuổi)  | 91   | 9   | 1. FFC Turbine Potsdam |
| 18 | TM | Nadine Angerer     | 10 tháng 11, 1978 (25 tuổi) | 30   | 0   | 1. FFC Turbine Potsdam |

### México
Huấn luyện viên trưởng: Leonardo Cuellar Rivera

| Số | VT | Cầu thủ                 | Ngày sinh (tuổi)            | Trận | Bàn | Câu lạc bộ năm 2004                |
| -- | -- | ----------------------- | --------------------------- | ---- | --- | ---------------------------------- |
| 1  | TM | Jennifer Molina         | 27 tháng 6, 1981 (23 tuổi)  | 0    | 0   | Đại học Colgate                    |
| 2  | HV | Elizabeth Gómez         | 21 tháng 9, 1981 (22 tuổi)  | 0    | 0   | Đại học Miami                      |
| 3  | HV | Rubí Sandoval           | 18 tháng 1, 1984 (20 tuổi)  | 0    | 0   | Đại học Bang California, Fullerton |
| 4  | HV | Mónica González         | 10 tháng 10, 1978 (25 tuổi) | 0    | 0   | Boston Breakers                    |
| 5  | HV | María de Jesús Castillo | 6 tháng 7, 1983 (21 tuổi)   | 0    | 0   | Palomas                            |
| 6  | TV | Mónica Vergara          | 2 tháng 5, 1983 (21 tuổi)   | 0    | 0   | Andreas Soccer                     |
| 7  | TV | Juana López             | 25 tháng 12, 1978 (25 tuổi) | 0    | 0   | Necaxa                             |
| 8  | TV | Fatima Leyva            | 14 tháng 2, 1980 (24 tuổi)  | 0    | 0   | Santos Laguna                      |
| 9  | TĐ | Maribel Domínguez       | 18 tháng 11, 1978 (25 tuổi) | 0    | 0   | Atlanta Beat                       |
| 10 | TĐ | Iris Mora               | 22 tháng 9, 1981 (22 tuổi)  | 0    | 0   | UC Los Angeles                     |
| 11 | TV | Patricia Pérez          | 17 tháng 12, 1978 (25 tuổi) | 0    | 0   | Chivas Tijuana                     |
| 12 | HV | Laura Carina Maravillas | 22 tháng 6, 1983 (21 tuổi)  | 0    | 0   | Palomas                            |
| 13 | TV | Luz del Rosario Saucedo | 14 tháng 12, 1983 (20 tuổi) | 0    | 0   | Tự do                              |
| 14 | HV | Nancy Gutiérrez         | 2 tháng 6, 1987 (17 tuổi)   | 0    | 0   | Arsenal Soccer                     |
| 15 | TV | Dioselina Valderrama    | 28 tháng 4, 1984 (20 tuổi)  | 0    | 0   | Bonita Rebel                       |
| 16 | TĐ | Alma Martínez           | 22 tháng 9, 1981 (22 tuổi)  | 0    | 0   | UC Santa Barbara                   |
| 17 | TĐ | Guadalupe Worbis        | 12 tháng 12, 1983 (20 tuổi) | 0    | 0   | Rogers Soccer                      |
| 18 | TM | Pamela Tajonar          | 3 tháng 12, 1984 (19 tuổi)  | 0    | 0   | Tự do                              |

### Trung Quốc
Huấn luyện viên trưởng: Trương Hải Đào

| Số | VT | Cầu thủ       | Ngày sinh (tuổi)            | Trận | Bàn | Câu lạc bộ 2004            |
| -- | -- | ------------- | --------------------------- | ---- | --- | -------------------------- |
| 1  | TM | Tiêu Trân     | 16 tháng 9, 1976 (27 tuổi)  | 0    | 0   | Tứ Xuyên Quán Thành        |
| 2  | HV | Tấn Tiểu Mai  | 1 tháng 1, 1983 (21 tuổi)   | 0    | 0   | Sơn Đông Lỗ Năng           |
| 3  | HV | Lý Cát        | 8 tháng 7, 1979 (25 tuổi)   | 45   | 3   | Bắc Kinh                   |
| 4  | HV | Vương Lệ Bình | 12 tháng 11, 1973 (30 tuổi) | 156  | 6   | Thạch Gia Trang Thiên Công |
| 5  | HV | Phạm Vận Kiệt | 29 tháng 4, 1972 (32 tuổi)  | 176  | 16  | Hà Nam Kiến Nghiệp         |
| 6  | TV | Phổ Vĩ        | 20 tháng 8, 1980 (23 tuổi)  | 67   | 20  | Thượng Hải Trung Viễn      |
| 7  | TĐ | Trương Âu Ảnh | 2 tháng 11, 1975 (28 tuổi)  | 80   | 20  | Thạch Gia Trang Thiên Công |
| 8  | TV | Tất Nghiên    | 17 tháng 2, 1984 (20 tuổi)  | 20   | 1   | Đại Liên Thạch Đức         |
| 9  | TĐ | Hàn Đoan      | 15 tháng 6, 1983 (21 tuổi)  | 35   | 20  | Đại Liên Thạch Đức         |
| 10 | HV | Đằng Nguy     | 21 tháng 5, 1974 (30 tuổi)  | 20   | 12  | Bắc Kinh                   |
| 11 | TĐ | Bạch Lợi Lợi  | 29 tháng 10, 1978 (25 tuổi) | 0    | 0   | Thượng Hải Trung Viễn      |
| 12 | TV | Khúc Phi Phi  | 18 tháng 5, 1982 (22 tuổi)  | 35   | 12  | Quân Giải phóng            |
| 13 | TĐ | Lưu Hoa Na    | 17 tháng 5, 1981 (23 tuổi)  | 0    | 0   | Thiểm Tây Quốc Lực         |
| 14 | HV | Sử Đan        | 3 tháng 12, 1980 (23 tuổi)  | 0    | 0   | Quân Giải phóng            |
| 15 | HV | Nhậm Lệ Bình  | 21 tháng 10, 1978 (25 tuổi) | 40   | 12  | Bắc Kinh                   |
| 16 | TV | Trương Dĩnh   | 27 tháng 6, 1985 (19 tuổi)  | 0    | 0   | Thượng Hải Trung Viễn      |
| 17 | TĐ | Quý Đình      | 11 tháng 10, 1982 (21 tuổi) | 0    | 0   | Thượng Hải Trung Viễn      |
| 18 | TM | Cao Dĩnh Dĩnh | 17 tháng 9, 1981 (22 tuổi)  | 0    | 0   | Sơn Đông Lỗ Năng           |

## Bảng C

### Brasil
Huấn luyện viên trưởng: Renê Simões

| Số | VT | Cầu thủ      | Ngày sinh (tuổi)           | Trận | Bàn | Câu lạc bộ 2004        |
| -- | -- | ------------ | -------------------------- | ---- | --- | ---------------------- |
| 1  | TM | Maravilha    | 10 tháng 4, 1973 (31 tuổi) | 0    | 0   | Grêmio                 |
| 2  | TĐ | Grazielle    | 28 tháng 3, 1981 (23 tuổi) | 0    | 0   | Botucatu FC            |
| 3  | HV | Mônica       | 4 tháng 4, 1978 (26 tuổi)  | 0    | 2   | Ferroviária            |
| 4  | HV | Tânia        | 3 tháng 10, 1974 (29 tuổi) | 22   | 3   | Rayo Vallecano         |
| 5  | HV | Juliana (c)  | 3 tháng 10, 1981 (22 tuổi) | 18   | 4   | Kopparberg/Göteborg FC |
| 6  | HV | Renata Costa | 8 tháng 7, 1986 (18 tuổi)  | 3    | 1   | Santos FC              |
| 7  | TV | Formiga      | 3 tháng 3, 1978 (26 tuổi)  | 12   | 8   | LdB FC Malmö           |
| 8  | HV | Daniela      | 12 tháng 1, 1984 (20 tuổi) | 6    | 7   | Kopparberg/Göteborg FC |
| 9  | TĐ | Pretinha     | 19 tháng 5, 1975 (29 tuổi) | 0    | 0   | Tự do                  |
| 10 | TĐ | Marta        | 19 tháng 2, 1986 (18 tuổi) | 13   | 2   | Umeå IK                |
| 11 | HV | Rosana       | 7 tháng 7, 1982 (22 tuổi)  | 5    | 1   | Internacional          |
| 12 | TĐ | Cristiane    | 15 tháng 5, 1985 (19 tuổi) | 4    | 8   | Juventus               |
| 13 | HV | Aline        | 6 tháng 7, 1982 (22 tuổi)  | 0    | 0   | UniSant'anna           |
| 14 | TV | Elaine       | 1 tháng 11, 1982 (21 tuổi) | 2    | 4   | Ferroviária            |
| 15 | TV | Maycon       | 30 tháng 4, 1977 (27 tuổi) | 8    | 2   | Grêmio                 |
| 17 | TĐ | Roseli       | 7 tháng 9, 1969 (34 tuổi)  | 12   | 8   | Tự do                  |
| 18 | TM | Andréia      | 14 tháng 9, 1977 (26 tuổi) | 15   | 0   | Puebla de la Calzada   |
| 21 | TĐ | Dayane       | 13 tháng 5, 1985 (19 tuổi) | 0    | 0   | Novo Mundo             |

### Hoa Kỳ
Huấn luyện viên: April Heinrichs

| Số | VT | Cầu thủ            | Ngày sinh (tuổi)           | Trận | Bàn | Câu lạc bộ 2004      |
| -- | -- | ------------------ | -------------------------- | ---- | --- | -------------------- |
| 1  | TM | Briana Scurry      | 7 tháng 9, 1971 (32 tuổi)  | 120  | 0   | Atlanta Beat         |
| 2  | HV | Heather Mitts      | 9 tháng 6, 1978 (26 tuổi)  | 4    | 0   | Philadelphia Charge  |
| 3  | HV | Christie Rampone   | 24 tháng 7, 1975 (29 tuổi) | 102  | 4   | New York Power       |
| 4  | HV | Cat Reddick        | 10 tháng 2, 1982 (22 tuổi) | 36   | 1   | Đại học Bắc Carolina |
| 5  | TV | Lindsay Tarpley    | 22 tháng 9, 1983 (20 tuổi) | 7    | 0   | Đại học Bắc Carolina |
| 6  | HV | Brandi Chastain    | 21 tháng 7, 1968 (36 tuổi) | 171  | 30  | San Jose CyberRays   |
| 7  | TV | Shannon Boxx       | 29 tháng 6, 1977 (27 tuổi) | 2    | 2   | New York Power       |
| 8  | TV | Angela Hucles      | 5 tháng 7, 1978 (26 tuổi)  | 24   | 1   | San Diego Spirit     |
| 9  | TĐ | Mia Hamm           | 17 tháng 3, 1972 (32 tuổi) | 239  | 142 | Washington Freedom   |
| 10 | TV | Aly Wagner         | 10 tháng 8, 1980 (24 tuổi) | 47   | 12  | Boston Breakers      |
| 11 | TV | Julie Foudy (c)    | 23 tháng 1, 1971 (33 tuổi) | 231  | 41  | San Jose CyberRays   |
| 12 | TĐ | Cindy Parlow       | 8 tháng 5, 1978 (26 tuổi)  | 128  | 62  | Atlanta Beat         |
| 13 | TV | Kristine Lilly     | 22 tháng 7, 1971 (33 tuổi) | 255  | 91  | Boston Breakers      |
| 14 | HV | Joy Fawcett        | 18 tháng 2, 1968 (36 tuổi) | 216  | 26  | San Diego Spirit     |
| 15 | HV | Kate Markgraf      | 23 tháng 8, 1976 (27 tuổi) | 97   | 0   | Boston Breakers      |
| 16 | TĐ | Abby Wambach       | 2 tháng 6, 1980 (24 tuổi)  | 14   | 9   | Washington Freedom   |
| 17 | TĐ | Heather O'Reilly   | 2 tháng 1, 1985 (19 tuổi)  | 18   | 3   | Đại học Bắc Carolina |
| 18 | TM | Kristin Luckenbill | 28 tháng 5, 1979 (25 tuổi) | 0    | 0   | Carolina Courage     |

### Hy Lạp
Huấn luyện viên: Xanthi Konstantinidou

| Số | VT | Cầu thủ                 | Ngày sinh (tuổi)            | Trận | Bàn | Câu lạc bộ 2004     |
| -- | -- | ----------------------- | --------------------------- | ---- | --- | ------------------- |
| 1  | TM | Maria Giatrakis         | 10 tháng 6, 1980 (24 tuổi)  | 29   | 0   | Connecticut Huskies |
| 2  | TV | Angeliki Lagoumtzi      | 23 tháng 11, 1982 (21 tuổi) | 56   | 3   | Kavala 86           |
| 3  | TV | Sophia Smith            | 20 tháng 9, 1977 (26 tuổi)  | 31   | 0   | Houston Stars       |
| 4  | HV | Kalliopi Stratakis      | 12 tháng 9, 1978 (25 tuổi)  | 32   | 0   | Ergotelis           |
| 5  | HV | Athanasia Pouridou      | 22 tháng 1, 1975 (29 tuổi)  | 63   | 0   | Kavala 86           |
| 6  | TV | Eftichia Michailidou    | 20 tháng 9, 1977 (26 tuổi)  | 80   | 6   | Kavala 86           |
| 7  | TĐ | Vasiliki Soupiadou      | 6 tháng 4, 1978 (26 tuổi)   | 54   | 5   | Aegina              |
| 8  | HV | Konstantina Katsaiti    | 17 tháng 5, 1980 (24 tuổi)  | 59   | 8   | Aegina              |
| 9  | TĐ | Angeliki Tefani         | 8 tháng 6, 1982 (22 tuổi)   | 52   | 9   | Ifestos Peristeriou |
| 10 | TV | Natalia Chatzigiannidou | 19 tháng 6, 1979 (25 tuổi)  | 77   | 8   | MEAO Filiriakos     |
| 11 | TĐ | Dimitra Panteleiadou    | 15 tháng 2, 1986 (18 tuổi)  | 39   | 13  | PAOK Thessaloniki   |
| 12 | TV | Amalia Loseno           | 12 tháng 1, 1981 (23 tuổi)  | 23   | 3   | Gonzaga Bulldogs    |
| 13 | HV | Alexandra Kavvada       | 1 tháng 8, 1983 (21 tuổi)   | 12   | 0   | Greater Boston      |
| 14 | TĐ | Anastasia Papadopoulou  | 1 tháng 7, 1986 (18 tuổi)   | 34   | 4   | Kavala 86           |
| 15 | TV | Tanya Kalyvas           | 26 tháng 8, 1979 (24 tuổi)  | 34   | 3   | California Storm    |
| 16 | HV | Eleni Benson            | 12 tháng 1, 1983 (21 tuổi)  | 25   | 0   | Yale Bulldogs       |
| 17 | TV | Maria Lazarou           | 30 tháng 9, 1972 (31 tuổi)  | 110  | 26  | PAOK Thessaloniki   |
| 18 | TM | Ileana Moschos          | 14 tháng 11, 1976 (27 tuổi) | 17   | 0   | California Storm    |

### Úc
Huấn luyện viên: Adrian Santrac

| Số | VT | Cầu thủ              | Ngày sinh (tuổi)            | Trận | Bàn | Câu lạc bộ 2004           |
| -- | -- | -------------------- | --------------------------- | ---- | --- | ------------------------- |
| 1  | TM | Cassandra Kell       | 20 tháng 1, 1980 (24 tuổi)  | 19   | 0   | New South Wales Sapphires |
| 2  | HV | Rhian Davies         | 5 tháng 1, 1981 (23 tuổi)   | 33   | 2   | Canberra Eclipse          |
| 3  | HV | Sacha Wainwright     | 6 tháng 2, 1972 (32 tuổi)   | 61   | 2   | Canberra Eclipse          |
| 4  | HV | Dianne Alagich       | 12 tháng 5, 1979 (25 tuổi)  | 50   | 3   | Adelaide Sensation        |
| 5  | HV | Cheryl Salisbury (c) | 8 tháng 3, 1974 (30 tuổi)   | 18   | 4   | New York Power            |
| 6  | TV | Sally Shipard        | 20 tháng 10, 1987 (16 tuổi) | 1    | 0   | New South Wales Sapphires |
| 7  | TĐ | Sarah Walsh          | 11 tháng 1, 1983 (21 tuổi)  | 7    | 4   | Queensland Sting          |
| 8  | TV | Heather Garriock     | 21 tháng 12, 1982 (21 tuổi) | 49   | 8   | Queensland Sting          |
| 9  | TV | Kylie Ledbrook       | 20 tháng 3, 1986 (18 tuổi)  | 4    | 0   | New South Wales Sapphires |
| 10 | TV | Joanne Peters        | 11 tháng 3, 1979 (25 tuổi)  | 64   | 15  | New York Power            |
| 11 | TĐ | Lisa De Vanna        | 14 tháng 11, 1984 (19 tuổi) | 6    | 3   | Adelaide Sensation        |
| 12 | HV | Karla Reuter         | 14 tháng 6, 1984 (20 tuổi)  | 13   | 0   | Queensland Sting          |
| 13 | HV | Thea Slatyer         | 2 tháng 2, 1983 (21 tuổi)   | 15   | 1   | New South Wales Sapphires |
| 14 | TV | Gillian Foster       | 28 tháng 8, 1976 (27 tuổi)  | 32   | 1   | Canberra Eclipse          |
| 15 | TV | Tal Karp             | 30 tháng 12, 1981 (22 tuổi) | 27   | 2   | Canberra Eclipse          |
| 16 | TĐ | Selin Kuralay        | 25 tháng 1, 1985 (19 tuổi)  | 7    | 1   | Victoria Vision           |
| 17 | TV | Danielle Small       | 7 tháng 2, 1979 (25 tuổi)   | 28   | 6   | New South Wales Sapphires |
| 18 | TM | Melissa Barbieri     | 8 tháng 8, 1980 (24 tuổi)   | 16   | 0   | Victoria Vision           |